# Rajd Omanu
Rajd Omanu, oficj. Oman International Rally – omański rajd samochodowy, organizowany od 1979 roku. Od 2015 roku stanowi eliminację mistrzostw Bliskiego Wschodu; wcześniej był eliminacją tego cyklu w latach 1984–2007. Rajd był w przeszłości także eliminacją Gulf Rally Challenge, mistrzostw Afryki i mistrzostw Omanu.

## Zwycięzcy
| Rok  | Kierowca             | Pilot                 | Samochód                    |
| ---- | -------------------- | --------------------- | --------------------------- |
| 1979 | Harry Källström      | Claes Billstam        | Datsun 160J                 |
| 1980 | Harry Källström      | Claes Billstam        | Datsun 160J                 |
| 1981 | Saeed al-Hajri       |                       | Opel Ascona 400             |
| 1982 | Alan Skennerton      | Otter                 | Mitsubishi Lancer GSR       |
| 1983 | Chris Walles         | Steve McCormack       | Datsun Silvia               |
| 1984 | Saeed al-Hajri       | John Spiller          | Porsche 911 SC RS           |
| 1985 | Saeed al-Hajri       | John Spiller          | Porsche 911 SC RS           |
| 1986 | Mohammed bin Sulayem | Sölve Andreasson      | Toyota Celica Twincam Turbo |
| 1987 | Mohammed bin Sulayem | John Spiller          | Audi Quattro A2             |
| 1988 | Björn Waldegård      | Fred Gallagher        | Toyota Celica Twincam Turbo |
| 1990 | Mohammed bin Sulayem | Ronan Morgan          | Toyota Celica GT-4          |
| 1991 | Mohammed bin Sulayem | Ronan Morgan          | Toyota Celica GT-4          |
| 1992 | Tony Georgiou        | Tom Steele            | Toyota Celica Turbo 4WD     |
| 1993 | Michel Saleh         | Hassan bin Shahdour   | Toyota Celica GT-4          |
| 1994 | Mohammed bin Sulayem | Ronan Morgan          | Ford Escort RS Cosworth     |
| 1998 | Mohammed bin Sulayem | Ronan Morgan          | Ford Escort WRC             |
| 2003 | Nasir al-Atijja      | Steve Lancaster       | Mitsubishi Lancer Evo VII   |
| 2004 | Nasir al-Atijja      | Chris Patterson       | Subaru Impreza WRX STi      |
| 2005 | Nasir al-Atijja      | Chris Patterson       | Subaru Impreza STi N11      |
| 2006 | Nasir al-Atijja      | Chris Patterson       | Subaru Impreza STi N12      |
| 2007 | Khalid Al Qassimi    | Nicky Beech           | Subaru Impreza STi N12      |
| 2013 | Abdullah Al Qassimi  | Khaled Al Kendi       | Mitsubishi Lancer Evo IX    |
| 2014 | Abdulaziz al-Kuwari  | Killian Duffy         | Ford Fiesta RRC             |
| 2015 | Nasir al-Atijja      | Mathieu Baumel        | Ford Fiesta RRC             |
| 2016 | odwołany             | odwołany              | odwołany                    |
| 2020 | Nasir al-Atijja      | Mathieu Baumel        | Volkswagen Polo GTI R5      |
| 2021 | Abdullah al-Rawahi   | Ata al-Hmoud          | Škoda Fabia Rally2 evo      |
| 2022 | Nasir al-Atijja      | Alba Sánchez González | Volkswagen Polo GTI R5      |